# Plagiognathus annulatus
Plagiognathus annulatus är en insektsart som beskrevs av Philip Reese Uhler 1895. Plagiognathus annulatus ingår i släktet Plagiognathus och familjen ängsskinnbaggar. Utöver nominatformen finns också underarten P. a. annulatus.